# Панкельтизм

Панкельтский флаг, разработанный бретонцем Робером Бертелье в 1950 году: на флаге изображены два совмещённых трискелиона

Карта шести Кельтских регионов, согласно Кельтской лиге и Кельтскому конгрессу:
Ирландия
Шотландия
Остров Мэн
Уэльс
Корнуолл
Бретань

Панкельтизм (англ. Pan-Celticism, ирл. Pan-Chelteachas), иногда называемый кельтизм (англ. Celticism) или кельтский национализм — политическое, социальное и культурное движение в поддержку объединения, солидарности и сотрудничества жителей Кельтских регионов (гэльского и бриттского происхождения) и всех современных кельтов Северо-Западной Европы. Некоторые панкельтские организации выступают за отделение кельтских регионов от Великобритании и Франции и создание либо объединённого федеративного государства, либо некоей формы конфедерации — как правило, подобные организации широко поддерживают ирландскую, шотландскую, валлийскую, бретонскую, корнуолльскую и мэнскую формы национализма.
Корни панкельтизма, равно как и панславизма, пангерманизма, пантюркизма и панлатинизма, уходят в эпоху романтического национализма и особенно Кельтского возрождения. Примерно на протяжении века (с 1838 по 1939 годы) панкельтское движение было одно из наиболее влиятельных националистических движений. Первые панкельтские встречи стали проводиться на фестивалях кельтской культуры типа горсет и эйстетвод, а в 1900 году был образован Кельтский конгресс, проводящийся ежегодно. С тех времён лицом панкельтского движения считается Кельтская лига. В наши дни в панкельтизме предпочтение отдаётся культурному обмену, а не политическому сотрудничеству — организуются межкельтские фестивали музыки, искусства и литературы.

## Терминология
По поводу наименования «кельты» и того, кого к ним следует относить, велись и ведутся споры. Так, в истории Кельтской лиги известен так называемый «Галисийский кризис», когда разгорелись споры о том, считать ли кельтским регионом испанский регион Галисия. Однако в связи с тем, что носителей кельтского языка на Пиренейском полуострове в Галисии не было, предложение считать Галисию кельтским регионом было отклонено. Некоторые общественные деятели Австрии утверждают, что австрийцев также можно отнести к кельтскому народу, который подвергался последовательно романизации и германизации, и что именно с территории Австрии началось расселение кельтов по всей Европе. В октябре 1940 года журналист «Irish Press» взял интервью у австрийского физика-ядерщика Эрвина Шрёдингера, который заявил, что признаёт наличие некоей глубокой связи между австрийцами и кельтами и что некоторые названия местечек в Австрийских Альпах имеют кельтское происхождение. Жители современной Австрии выражают гордость за то, что на территории их страны было обнаружено наибольшее в Европе количество артефактов и находок, относящихся к кельтской культуре.
Официально Кельтский конгресс и Кельтская лига называют «кельтской нацией» только такие этносы, в которых до настоящих дней сохранились в употреблении языки кельтской семьи.

## История

### Современная концепция кельтов

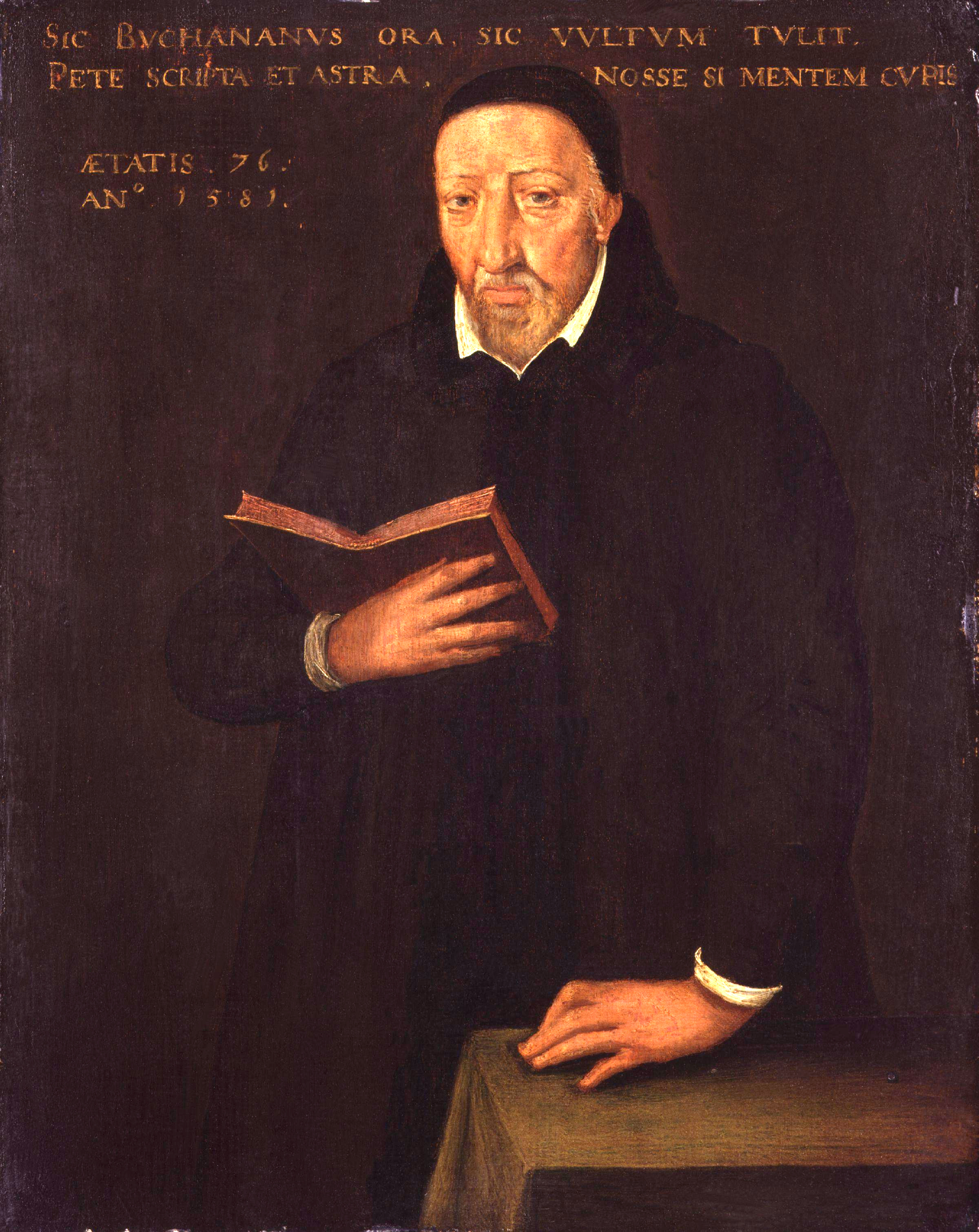
Историк Джордж Бьюкенен стал одним из первых, кто сумел обнаружить родство кельтских народов

На Британских островах до прибытия римлян и распространения христианства обитали кельтские племена, говорившие на древних гойдельских и бриттских языках, от которых происходят такие современные языки, как ирландский, шотландский, мэнский (гойдельские), валлийский, бретонский и корнский (бриттские). Вместе с некоторыми иными народами континентальной Европы, которые говорили на ныне вымерших языках (такими, как галлы, кельтиберы и галаты) они относились к такой группе народов, как кельты — собирательное наименование этих народов «кельты» появилось в XVIII веке. Название «келтои», которым называли подобные народы, фигурировало ещё у греков и римлян; Геродот, в частности, называл так галлов.
В современном мире употребление наименования «кельты» намного расширилось. Шотландский гуманист XVI века и воспитатель короля Якова VI Джордж Бьюкенен, который был родом из шотландской гэльскоговорящей семьи, считается первопроходцем в этой области: в книге «История Шотландии» 1582 года Бьюкенен изучил работы Тацита, который обсуждал сходство языка галлов и древних бриттов, и сделал вывод, что если галлы были «кельтами», как утверждалось в римских источниках, то кельтами были и «бритты». Изучая сходства в географических наименованиях, Бьюкенен пришёл к заключению, что когда-то бритты и ирландцы-гэлы говорили на одном языке, который позже разделился на несколько ветвей. Однако только спустя больше 100 лет эти идеи снова обрели популярность: их изложили бретонский учёный Поль-Ив Пезрон в книге 1703 года «Происхождение кельтских народа и языка, иначе называемых галльскими» (фр. Antiquité de la Nation et de la langue celtes autrement appelez Gaulois) и валлийский учёный Эдвард Ллуйд в книге 1707 года «Британская археология: Сведения о языках, истории и обычаях коренных жителей Великобритании» (англ. Archaeologia Britannica: An Account of the Languages, Histories and Customs of the Original Inhabitants of Great Britain).
К тому моменту, как появилась современная концепция кельтов как народа, их судьбы сложились по-разному, а их земли заняли германские народы. Так, бритты были почти целиком истреблены англосаксонскими захватчиками, лишившись всей своей территории; одни выжившие ушли в Уэльс и на полуостров Корнуолл, другие перебрались на континентальную Европу и осели в Арморике, откуда и появился такой народ, как бретонцы. Гэлы в своё время расширили свою территорию, покорив Ирландию и завоевав земли пиктов и основав на землях последних королевство Шотландия (Альба) в IX веке. Однако с XI века англосаксы вели постоянную борьбу против нормандцев, что также вызывало беспокойство у кельтов. После завоевания Англии нормандские захватчики с континентальной Европы вторглись на земли гэлов в Уэльсе, основав Княжество Уэльс, позже покорили Ирландию, основав одноимённое феодальное владение, известное как Ирландское лордство или Манор Ирландия, и позже присоединив Шотландию путём династических браков. Во многом успех этих завоеваний был обеспечен григорианскими реформами, которые ставили своей целью централизацию религии в Европе.

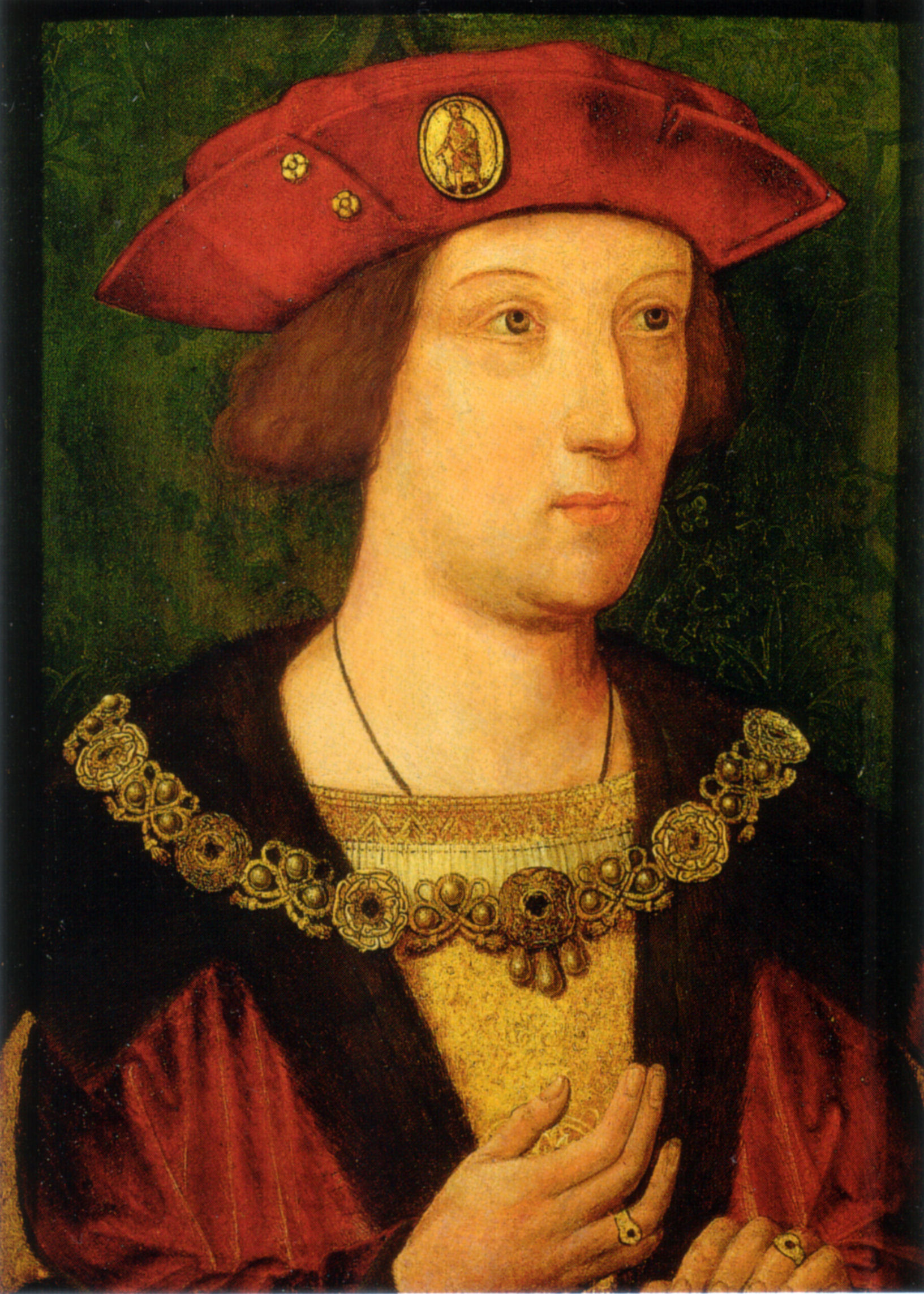
Артур, принц Уэльский, представитель династии Тюдоров, которые подчёркивали своё кельтское происхождение и при этом выступали за англизацию

На заре Нового времени надежды кельтских народов на сохранение независимости угасли, поскольку Ирландия и Шотландия уже были почти полностью подконтрольны английскому монарху, а герцогство Бретань стало частью Королевства Франция. Хотя английские короли из династии Тюдоров и шотландские короли из династии Стюартов утверждали, что являются кельтами по происхождению и благодаря риторике Артурианы добивались поддержки народа и закладывали фундамент для единой британской монархии (впервые о концепции Великобритании заговорил Джон Ди), обе династии проводили политику англизации — включения английского языка во все сферы жизни. В 1607 году так называемое бегство графов привело к падению последних ирландских владений, не подчинявшихся англичанам, а в 1609 году подписанный Статут Айоны нанёс большой удар по гэльской культуре Шотландии. Результаты подобных политик не всегда были однозначны, но они всегда относились к кельтской культуре снисходительно.
При англоцентричном британском правлении кельтские народы подвергались остракизму, а их представители были преимущественно бедными крестьянами и рыбаками, которые жили в основном на побережье Северной Атлантики. Промышленный переворот привёл к тому, что значительная их часть подверглась англизации, стала частью промышленного пролетариата и разбрелась по просторам Британской империи. Дегэлизация ударила по ирландцам и шотландцам: Великий ирландский голод унёс огромное число жизней, значительно сократив население Ирландии, а политика огораживания в Шотландии привела к массовой миграции горцев из Великобритании в Канаду, Австралию и США. После Великой Французской революции якобинцы начали проводить тотальную политику галлизации с 1794 года по распоряжению Директории, стремясь вымарать любую региональную идентичность у бретонцев. Однако эту политику прекратил Наполеон I Бонапарт, которому очень нравился романтический образ кельтов, произраставший из образа благородного дикаря в творчестве Жан-Жака Руссо и прославленный Оссианом, от имени которого писал поэмы о кельтах Джеймс Макферсон. Племянник Наполеона Бонапарта, император Наполеон III позже воздвиг памятник, Верцингеториксу, правителю галлов. Более того, во Франции фраза «наши галльские предки» (фр. nos ancêtres les Gaulois) использовалась романтически настроенными националистами, сторонниками Республики, для описания подавляющего большинства населения и обычных представителей народа, а не франко-германской аристократии.

### Панкельтизм как политическая идея
После упадка якобитизма и его исключения из списка серьёзных политических сил Великобритании и Ирландии на троне укрепилась Ганноверская династия, при которой приобрела популярность либеральная рационалистическая философия Просвещения, началась волна романтизма и рост упоминания «кельтов» в литературе, что положило начало такому явлению, как «кельтомания». Наиболее выдающимися представителями так называемого Кельтского возрождения были Джеймс Макферсон, автор «Поэм Оссиана» (1761), и Иоло Моргануг, основатель горсетов. Образ «Кельтского мира» также вдохновлял таких английских и шотландских (уроженцев Лоуленда) поэтов, как Уильям Блейк, Уильям Вордсворт, Джордж Гордон Байрон, Перси Шелли и Вальтер Скотт. В частности, друиды служили источниками вдохновения для английских и французских антикварианистов: Уильяма Стьюкли и Джона Обри, Теофиля Корре де Латур д’Оверня и Жака Камбри. Все они начали связывать древние мегалиты и дольмены с друидами.

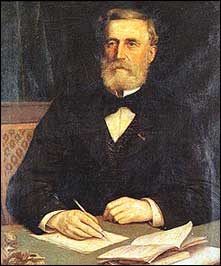
Бретонский писатель Теодор Эрсар де ла Вильмарке, участник первого Панкельтского конгресса 1838 года

В 1820-е годы начали возникать и развиваться первые панкельтские контакты: сначала между валлийцами и бретонцами, когда на бретонский язык усилиями преподобного Томаса Прайса и Жана-Франсуа Ле Годинека переводился Новый Завет. Эти учёные свободно владели кельтскими языками и имели большое влияние у себя в родных странах. Именно в этом духе в 1838 году во время эйстетвода в Абергавенни, организованного Валлийским обществом Абергавенни, был проведён первый Панкельтский конгресс, на котором присутствовали и представители бретонцев. Среди участников конгресса был писатель Теодор Эрсар де ла Вильмарке, автор сборника бретонских баллад «Barzaz Breiz», составленного под вдохновением от работ Макферсона и Моргануга — он перенёс идею горсета в Бретань, организовав его аналог под названием Goursez Vreizh. Более того, бретонские националисты были куда больше полны энтузиазма, чем панкельтисты, считая себя связующим звеном между народами — хотя на континенте они жили на территории суверенной Франции, но могли получать психологическую поддержку от представителей кельтских народов по другую сторону Ла-Манша и оставались верными католичеству точно так же, как и ирландцы.
В Европе кельтология стала развиваться как академическая дисциплина. Одним из ведущих специалистов по ней был исследователь индоевропейских языков Франц Бопп, опубликовавший первую работу по кельтологии в 1838 году, а в 1853 году была опубликована «Кельтская грамматика» (Grammatica Celtica) Иоганна Цейса. Поскольку влияние германских государств росло и вело к возникновению нового противовеса на континенте уже существующим Франции и Великобритании, германцы были заинтересованы в кельтском вопросе и чувствовали подъём кельтского национализма. Кельтолог Генрих Фридрих Циммер, профессор Берлинского университета имени Гумбольдта и предшественник Куно Мейера, в 1899 году заявил о мощной агитации на «кельтской бахроме богатого британского плаща» и предсказал становление панкельтизма как мощной политической силы, способной влиять на европейскую политику в будущем точно так же, как панславизм и пангерманизм. Другие известные научные труды в области кельтологии — это «Поэзия кельтских рас» (фр. La Poésie des races celtiques) Эрнеста Ренана (1854) и «Исследование кельтской литературы» Мэтью Арнолда (1867). Арнолд называл кельтскую культуру палкой о двух концах, восхваляя кельтскую поэзию и музыку, но при этом считал необходимым для кельтов присутствие дисциплинированного англосаксонского правления.
Среди некоторых европейских филологов была распространена мысль, поддерживаемая Фридрихом Шлегелем, которая гласила: «Забота о национальном языке — священная обязанность». Эта мысль трактовалась также как «Без языка нет народа» и поддерживалась такими кельтскими националистами, как Томас Дэвис из движения «Молодая Ирландия», который противопоставлял Католической эмансипации Даниела О’Коннелла идею ирландского национализма и использование ирландского языка в качестве основного элемента, скрепляющего общество. По словам Дэвиса, «люди без родного языка представляют собой только половину нации». В менее политизированном контексте сторонники возрождения кельтских языков организовали Общество сохранения ирландского языка, откуда потом произросла Гэльская лига. В панкельтском контексте поэт Шарль Жюль-Жозеф де Голль, дядя будущего президента Франции, активно участвовал в бретонском движении за автономию и поддержал в 1864 году Кельтский союз, утверждая, что «если покорённый народ говорит не на языке своих покорителей, то лучшая часть народа всё ещё свободна». Де Голль общался много с жителями Бретани, Ирландии, Шотландии и Уэльса, утверждая о необходимости сотрудничества между народами в духе кельтского единства и защищать прежде всего родные языки, утверждая, что иначе иначе их самобытность как кельтских народов может исчезнуть. В 1873 году Анри Гайдоз основал журнал «Revue Celtique», позже издававшийся под именем «Études Celtiques».

### Панкельтский конгресс и эра Кельтской ассоциации
Первый крупный Панкельтский конгресс был организован в августе 1901 года Дублине Эдмундом Эдвардом Фурнье Д’Альба и Бернардом Фитцпатриком, лордом Каслтауном под покровительством Кельтской ассоциации. Поводом для этого послужили впечатления от встречи кельтских представителей на Национальном эйстетводе Уэльса в Ливерпуле в 1900 году, а также присутствие Фурнье на музыкальном фестивале Feis Ceoil в конце 1890-х годов, где собирались представители кельтских народов. Два лидера составили своеобразную пару — француз по происхождению Фурнье испытывал настоящую ибернофилию и изучал ирландский язык, а Фитцпатрик, потомок рода ирландской аристократии Мак Гиолла Патрайг из Осрайге, служил в Британской армии и избирался от Консервативной партии Великобритании (из-за Второй англо-бурской войны первый Панкельтский конгресс был отложен на год). Главным печатным изданием Кельтской ассоциации был ежемесячник «Celtia: A Pan-Celtic Monthly Magazine», редактором которого был Фурнье — журнал издавался с января 1901 по 1904 годы, а также с 1907 по май 1908 года. Эту работу поддержал бретонец Франсуа Жаффренну. В 1904—1908 годах также издавался журнал «The Celtic Review». По мнению историка Джастина Долана Ставера из Университета штата Айдахо, успехи движения были неравномерными.
Всего Кельтская ассоциация провела три Панкельтских конгресса в Дублине (1901) и Карнарвоне (1904) и Эдинбурге (1907). На каждом конгрессе проводилась церемония в духе неодруидизма — закладывался так называемый «камень Расы» наподобие камня Фаль или Скунского камня. Камень был высотой в полтора метра и состоял из пяти гранитных блоков, на каждом из которых была указана первая буква самоназвания земли, где проживали кельтские народы — например, «E» для Ирландии (Éire), «A» для Шотландии (Alba) и «C» для Уэльса (Cymru). На церемонии закладывания камня архидруид эйстетвода Хува Мон задавал на гэльском языке вопрос, держа частично вынутый из ножен меч «Мир ли здесь?», а люди отвечали «Мир». Символизм этой церемонии заключался в противопоставлении ассимиляционной идеологии англосаксонства Британской империи, которую восхвалял Редьярд Киплинг. В панкельтском смысле участниками представлялась возрождённая кельтская раса, где у каждого народа была своя земля и где не надо было отказываться от самоидентичности и сливаться в единый народ. Камень Расы считался также фаллическим символом, отсылающим к древним кельтским мегалитам, исторически связанным с кельтской культурой и отвергающим «феминизацию кельтов саксонскими соседями».
Ответ наиболее продвинутого и военизированного национализма кельтских народов — ирландского национализма — был неоднозначным. Дэвид Патрик Моран в «The Leader» опубликовал пасквиль на сторонников панкельтизма под названием «Панкельтский фарс» (англ. Pan-Celtic Farce), высмеяв народные костюмы и друидскую эстетику, а Фурье и Фитцпатрика заподозрил в поддержке протестантизма, утверждая, что ирландец может быть только католиком. Участие Фицпатрика в англо-бурской войне на стороне англичан при том факте, что ирландские националисты выступили на стороне буров и создали собственные части коммандос (Ирландская Трансваальская бригада и Ирландские американские добровольцы), также, по мнению Морана, не сочеталось с разговорами о панкельтизме, который считался «паразитом» на теле ирландского национализма, был создан «иностранцем» и вёл силу ирландцев «не туда». Другие лица были менее категоричны: мнения в Гэльской лиге разделились, и хотя они решили не отправлять официально делегатов на Панкельтский конгресс, некоторые всё же прибыли на конгресс (Дуглас Хайд, Патрик Пирс и Майкл Девитт). Значительно воодушевлённой была леди Изабелла Грегори, которая представляла себе «Всекельтскую империю» (англ. Pan-Celtic Empire), ведомую Ирландией; также на встрече в Дубине был Уильям Батлер Йейтс. Панкельтский конгресс финансово поддержал не только Пирс, но и такие деятели Гэльской лиги, как Эдвард Мартин, Джон Сент-Клер Бойд, Томас Уильям Роллстон, Томас О’Нил Рассел, Максвелл Генри Клоуз и Уильям Гибсон. На конгрессе также присутствовал Руайдри Эрскин, называвший себя сторонником «Гэльской конфедерации», состоящей из Ирландии и Шотландии.
В 1904 году на конгрессе с речью выступил Дэвид Ллойд Джордж, депутат Парламента Великобритании от Либеральной партии, который в 1919 году занял пост премьер-министра Великобритании. В 1907 году на конгрессе присутствовал основатель Бретонского регионалистского союза Режи де Л'Эстурбейон, глава делегации Бретани, который установил бретонский камень на камне Расы; помимо него, там же присутствовали Генри Дженнер, Артур Уильям Мур и Джон Крайтон-Стюарт, 4-й маркиз Бьют. Эрскин предпринял попытку создать «союз валлийцев, шотландцев и ирландцев с целью построения коммунистического строя в кельтском обществе» и даже писал Томасу Гвинну Джонсу с просьбой убедить валлийцев приехать в Лондон на встречу для обсуждения подобной идеи. Произошла ли эта встреча, неизвестно. В Париже в 1912 году была основана «Французская Кельтская лига», которая выпускала журнал «La Poetique» с новостями и литературными произведениями, связанными с кельтским миром.

### Панкельтизм после Пасхального восстания
Рост националистических настроений усилился после Пасхального восстания 1916 года, когда члены Ирландского республиканского братства подняли восстание против британских властей с целью образования Ирландской Республики. Объединение острова в единое государство и построение ирландского общества было сопряжено со стремление провести регэлизацию Ирландии, восстановив кельтскую культуру в стране, и провести полную деколонизацию страны, избавив её от культурной, языковой и экономической зависимости от Англии. Сторонники независимости были сосредоточены вокруг партии Шинн Фейн, но и в других кельтских народах появились группы, поддерживавшие Ирландию в войне за независимость: бретонская газета «Breiz Atao», Шотландская национальная лига во главе с Руайдри Эрскином и Партия Уэльса. Присутствие Джеймса Коннолли и грянувшая после Пасхального восстания Октябрьская революция дали возможность представителям кельтских народов задуматься о построении социалистического или коммунистического строя — эту идею подхватили не только Эрскин, но и Джон Маклин и Уильям Джиллис. Эрскин жаловался, что «чувство коллективизма, характерное для кельтов в прошлом, было подавлено англо-саксонской алчностью и эгоизмом».
Некоторые националисты надеялись, что даже наполовину независимая Ирландия могла бы стать плацдармом не только для Ирландской республиканской армии, но и для других подобных военизированных организаций, которые боролись бы за независимость кельтских государств. Однако их надежды не оправдались. Джиллис, основавший военизированную группировку «Солдаты Шотландии» (ирл. Fianna na hAlba) наподобие «Добровольцев Ирландии», поддерживавшую идею республики и гэльского национализма, получил от Майкла Коллинза предупреждение не выступать в открытую, поскольку британские позиции в Шотландии были сильны, а общественное мнение было направлено против кельтских революционеров. Когда было основано Ирландское свободное государство, то ведущие партии — Фианна Файл и Фине Гэл — уже вступили в переговоры с британским правительством с целью добиться возвращения Северной Ирландии мирным путём, а не поддерживать кельтские военизированные группировки по всей Великобритании. В языковом и культурном плане правительство Имона де Валера всё ещё предпринимало попытки сохранения панкельтской идеологии: в июле 1947 года де Валера посетил с официальным визитом Остров Мэн, где встретился с носителем мэнского языка Недом Маддреллом, чью речь (и не только его, но и других носителей мэнского гэльского) записывала Ирландская комиссия народного творчества.

### Послевоенные инициативы и Кельтская лига
В ноябре 1942 года с целью продвижения панкельтского взгляда на мир была образована группа «Кельтское единство» (ирл. Aontacht na gCeilteach). MI5 заподозрила, что эта группа была военизированным крылом ирландской фашистской партии «Архитекторы возрождения» (ирл. Ailtirí na hAiséirghe), которая могла стать базой для ирландских, шотландских, валлийских и бретонских националистов — в пользу подозрений MI5 говорил и точно такой же почтовый адрес у группы, как и у партии. Риторика группы заключалась в том, что существующий государственный строй не отвечает кельтским представлениям о жизни, и призывала установить новый порядок, основанный на кельтской философии. Она придерживалась панкельтских взглядов, поддерживала связи с Партией Уэльса и сторонницей независимой Шотландии, художницей Венди Вуд. Однажды на юге Дублина на стенах зданий появились плакаты с подписью «Свободу Уэльсу» (валл. Rhyddid i Gymru). Среди нынешних сторонников панкельтизма, занимающих высокопоставленные посты и разделяющих подобные взгляды, выделяется Ричард Талбот (Рисиарт Тал-э-бот), бывший председатель Молодёжи Европейского свободного альянса.

Флаг кельтских народов, в составе которого находится и флаг Галисии (в левом верхнем углу), не признаваемой кельтской территорией

Омоложение ирландского республиканизма в послевоенные годы и во время конфликта в Северной Ирландии послужило источником вдохновения не только для других кельтских националистов, но и представителей других малых народов — в том числе и баскских сепаратистов вместе с организацией ЭТА. В самом конце эпохи правления Франсиско Франко сепаратистские настроения по всей Испании значительно усилились, также в 1960-е и 1970-е годы пробудился интерес к кельтской культуре. Без каких-либо серьёзных милитаристских замашек сторонники галисийского и астурийского национализма стали поддерживать панкельтизм, посещая Межкельтский фестиваль в Лорьяне и Панкельтский фестиваль в Килларни, а также вступили в Международное отделение Кельтской лиги. Этот регион населяли в древности кельтиберы, сам он нашёл отражение в гэльской мифологии (пример — Бреоган).

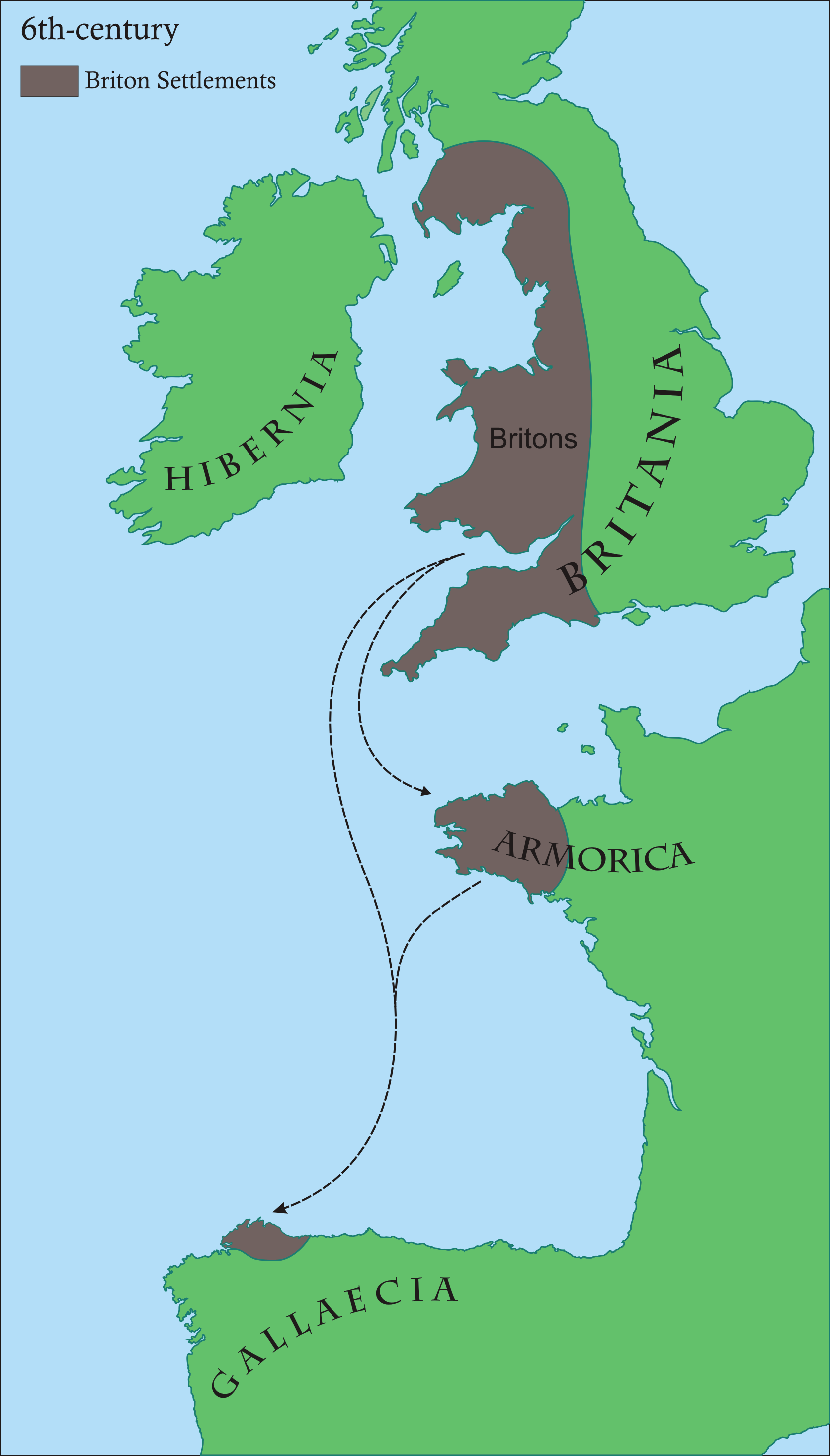
Миграция бриттов на континент во времена англо-саксонского нашествия

В Средневековье на Иберийском полуострове в Бритонии поселились даже выходцы из Бретани. Однако в Галисии с VIII века кельтский язык был полностью вытеснен галисийским.
В 1986 году во время так называемого «Галисийского кризиса» галисийцев приняли в Кельтскую лигу как кельтскую нацию, а Пол Мосон ещё с 1980 года выступал за их принятие туда в журнале «Carn». Через год решение о принятии в Лигу было отменено, поскольку Кельтская лига постановила считать кельтские языки основным фактором того, признавать ли нацию кельтской или нет.
Референдум 2016 года о выходе Великобритании из ЕС снова стал поводом для обсуждения идеологии панкельтизма в обществе. В ноябре 2016 года Первый министр Шотландии Никола Стерджен выступила за создание «Кельтского коридора» на острове Ирландия, эту идею поддержала Шотландия. В январе 2019 года председатель Партии Уэльса Адам Прайс выступил за дальнейшее сотрудничество кельтских регионов Великобритании и Ирландии после выхода британцев из Евросоюза: среди предложенных им идей было создание Кельтского банка развития (англ. Celtic Development Bank) для объединения инфраструктуры и совместных вложений в проекты в сферах энергетики, транспорта и коммуникаций на территориях Ирландии, Уэльса, Шотландии и острова Мэн; создание кельтского союза на принципах, изложенных в 1998 году в Белфастском соглашении. Ирландская государственная телерадиокомпания RTÉ предложила Уэльсу и Ирландии развивать сотрудничество с целью продвижения языков коренных народов обеих стран.

## Антикельтизм
Среди английских археологов в 1980-е и 1990-е годы зародилось такое движение, как «антикельтизм» или «кельтоскептицизм», основателем которого считается Джон Коллис. Идеи Коллиса заключались в том, что концепт «кельтизма» и употребление термина «кельты» не имеет права на существование, а все аргументы в поддержку этой идеи кельтоскептиками начисто отвергались. Считалось, что нет никаких оснований называть коренных жителей Британских островов эпохи железного века бриттами или кельтами, а их языки — кельтскими. Коллис, выпускник Кембриджского университета, активно критиковал методологию немецкого профессора Густафа Коссинны и враждебно относился к кельтам, считая, что объединение национальной идентичности вокруг наследственного происхождения, культуры и языка было проявлением расизма. Он также осуждал использование классической литературы и ирландской литературы в качестве исторических источников для описания железного века, о чём свидетельствовали такие учёные, как Барри Канлифф. При этом на протяжении долгого времени на фоне споров о существовании древних кельтов Джон Кох утверждал: «Исторически доказано, что кельтская языковая семья существует, и она без потерь пережила всю антикельтскую полемику».
Коллис был не единственным идеологом антикельтизма. Двумя другими сторонниками являются Малкольм Чепмен, автор книги «Кельты: происхождение мифа» (англ. The Celts: The Construction of a Myth) 1992 года и Саймон Джеймс из Лестерского университета, автор книги «Атлантические кельты: Древний народ или современная выдумка?» (англ. The Atlantic Celts: Ancient People or Modern Invention?) 1999 года. В частности, Джеймс яростно спорил с Винсентом Мегау и его женой Рут на страницах журнала «Antiquity». Мегау, на стороне которых выступали такие люди, как Питер Берресфорд Эллис, предполагали, что вся идея антикельтизма является откровенной политической провокацией английских националистов, которые злились из-за падения могущества Британской империи, а рост числа кельтоскептиков, к которым относились не только Чепмен, но и Ник Мерриман и Дж. Д. Хилл, был реакцией на образование Национальной ассамблеи Уэльса и восстановление Парламента Шотландии. Джеймс заступался за своих единомышленников, утверждая, что если и есть какое политическое основание для кельтоскептицизма, то именно защита мультикультурализма и борьба против разрушения образа прошлого, которое якобы устроили панкельтисты с целью создания единого кельтского пространства и уничтожения разнообразия.
Попытки выделить кельтов в отдельную расу в 1930-е годы предприняла Гарвардская археологическая миссия в Ирландии во главе с Ирнестом Хутоном, который вывел выводы, которые устраивали проспонсировавшее экспедицию правительство. Однако полученные данные были расплывчаты, не выдерживали никакой критики и после 1945 года не учитывались. Генетические исследования, проведённые Дэвидом Райхом, показали, что в зоне проживания кельтов были три серьёзных изменения в составе населения, а последняя группа эпохи Железного века, которая говорила на кельтских языках, прибыла около 1000 г. до н. э. после постройки знаковых кельтских памятников наподобие Стоунхенджа и Ньюгрейнджа. Райх подтвердил, что индоевропейские корни кельтских языков отражают изменение численности населения и не являются обычными заимствованиями.

## Проявления
Панкельтизм проявляется на разных уровнях.

### Лингвистика
Языковые организации занимаются развитием языковых связей: в частности, этим занимается горсетв Уэльсе, Корнуолле и Бретани, а также Проект Колумбы в Ирландии и Шотландии при поддержке правительства Ирландии. При этом наблюдается разделение на гойдельские языки (ирландцы, шотландцы, мэнцы) и бриттские языки (валлийцы, корнуолльцы и бретонцы).

### Музыка
|  | Цветок наш красный, как кровь жизни, что мы проливали Во имя свободы против законов чужеземцев, Когда Локил, О’Нейлл и Лливелин обнажили сталь Во славу Альбы, Эрин и Кембрии Цветок свободы — вереск, вереск, Да будут вместе бретонцы, шотландцы и ирландцы, Мэнцы, валлийцы и корнуолльцы навеки Мы — шесть кельтских свободных народов!Альфред Персеваль Грейвс, Песнь кельтов |

Музыка — важный аспект кельтских культурных связей. Популярность набирают межкельтские фестивали, наиболее известные среди них проводятся в Лорьяне, Килларни, Килкенни, Леттеркенни; также известен Celtic Connections в Глазго.

### Спорт
Контакты в спорте не так распространены, хотя между Ирландией и Шотландией регулярно проводятся матчи по хёрлингу, шинти и смешанному шинти-хёрлингу; также проводится регулярный чемпионат по регби под названием United Rugby Championship (ранее Про14) с участием клубов Ирландии, Уэльса и Шотландии.

### Политика
На уровне Парламента Великобритании осуществляется сотрудничество Кельтской лиги с Партией Уэльса и Шотландской национальной партией: так, партия Уэльса поднимала в Парламенте вопросы развития Корнуолла и сотрудничала с «Сынами Корнуолла». Региональный совет Бретани, орган управления французским регионом Бретань, развивает культурные связи с валлийским Сенатом и занимается установлением различных фактов. Политически панкельтизм включает в себя разные варианты деятельности: от организации визитов высокопоставленных лиц до обсуждения возможности образования в будущем федерации независимых кельтских государств. «Временное» крыло Ирландской республиканской армии во время противостояния в Северной Ирландии взяло на себя обязательства никогда не проводить никаких миссий в Шотландии или Уэльсе, где проживали кельтские народы, считая своим врагом исключительно англичан как колонизаторов Ирландии. Считается, что это предложил Шон Макстивен, начальник штаба ИРА, который родился в Лондоне, но всегда называл себя «панкельтом».

### Города-побратимы
Партнёрские отношения устанавливают города Бретани с городами Уэльса и Ирландии, организуя визиты политиков, хоров, танцевальных коллективов и школьных групп.

## Исторические связи
|  | Наши истории переплетены как канат, Который затягивался на шеях многих восставших. Сопротивляясь и бунтуя многие годы, Мы теряли славных мужчин, проливали крови и слёзы. Настала пора Англии посмотреть правде в глаза: Они никогда не победят кельтскую расу. Шотландцы и ирландцы — мы едины, Наши народы, наша культура, наш гэльский язык.Мэйр Макнелли, «Мы — кельты» |

Гэльское королевство Дал Риада раскинулось от западного побережья Шотландии до северного побережья Ирландии. В конце VI — начале VII в. его территории располагались на тех землях, где сейчас находятся шотландский округ Аргайл-энд-Бьют и область Лохабер, а также североирландское графство Антрим. Примерно в XIII веке представители шотландской аристократии стали открыто говорить о своём гэльско-ирландском происхождении и называть Ирландию родиной шотландцев. В XIV веке король Шотландии Роберт Брюс заговорил о единстве ирландцев и шотландцев, но в Позднее Средневековье интересы ирландцев и шотландцев разошлись, и два народа развивались уже совсем иными путями. Так, обращение шотландцев в протестантизм, сближение с Англией и последующее экономическое развитие стали теми факторами, которые отдалили Ирландию и Шотландию: в 1840-е годы Шотландия была одним из наиболее развитых регионов Европы и мира, а Ирландия — одним из беднейших регионов.
На протяжении веков имели место разные миграции из Ирландии в Шотландию и наоборот: в XVII веке шотландские протестанты переселялись в Ольстер, изгоняя ирландцев из своих домов; ирландцы же в XIX веке после Великого голода перебирались в шотландские города. Благодаря Ирландско-шотландской академической инициативе (англ. Irish-Scottish Academic Initiative), основанной в 1995 году, область исследования общей истории ирландцев и шотландцев значительно расширилась. В 1997, 2000 и 2002 годах даже состоялись три ирландско-шотландские научные конференции.

## Организации
Международный Кельтский конгресс является неполитической культурной организацией, которая занимается развитием и пропагандой изучения кельтских языков в шести кельтских регионах — Ирландии, Шотландии, Бретани, Уэльсе, острове Мэн и Корнуолле. Его политическим крылом является Кельтская лига.

## Кельтские регионы

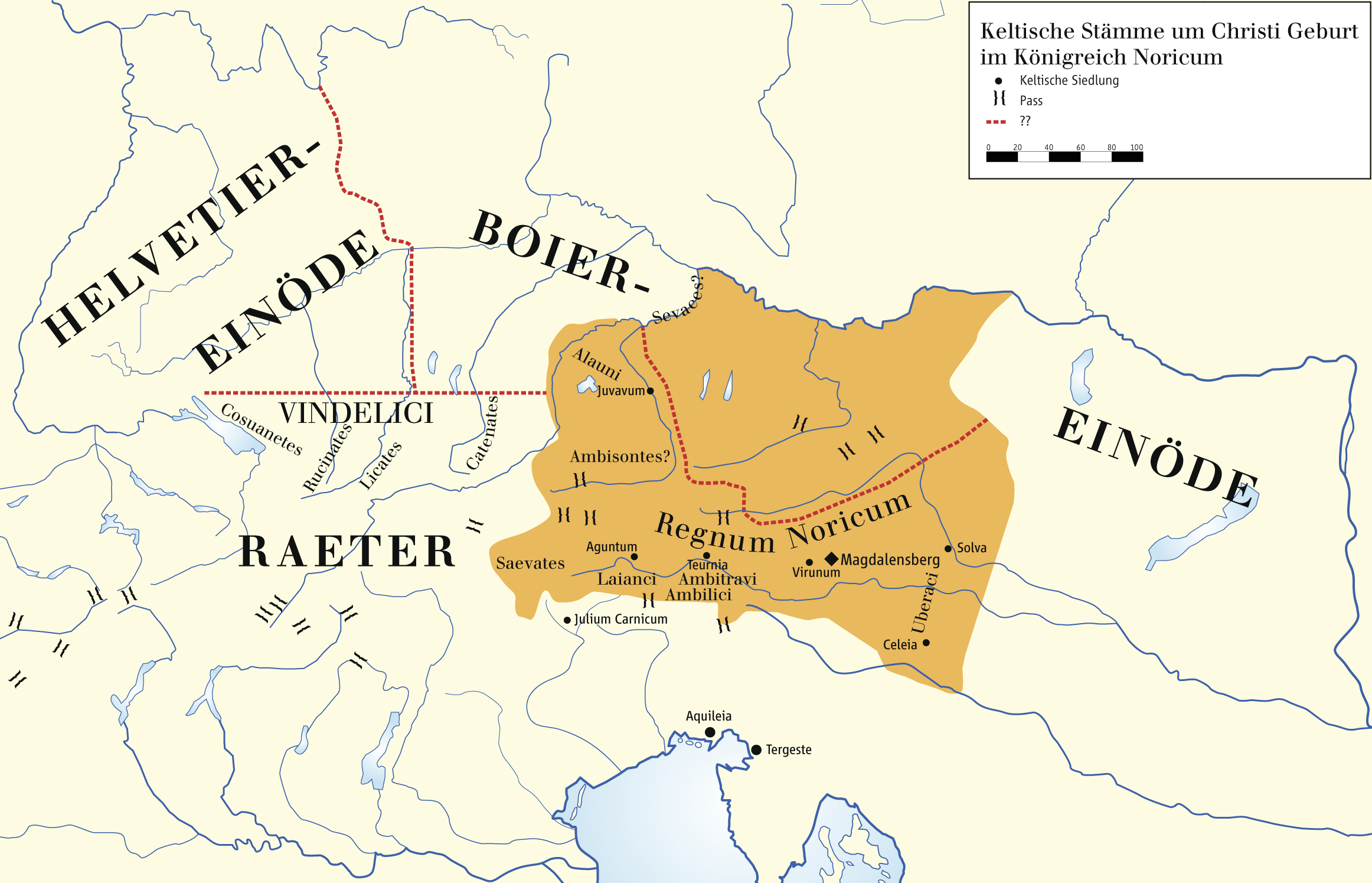
Норик, кельтское государство, которое занимало большую часть территории Австрии

В Центральной и Западной Европе у значительной части жителей есть кельтские корни. Считается, что «лакмусовой бумажкой» кельтизма считается сохранившийся язык кельтской семьи, и именно по этой причине Галисию не включили в Кельтскую лигу. Решением Панкельтского конгресса 1984 года в Кельтскую лигу включены Бретань, Ирландия, Корнуолл, Остров Мэн, Уэльс и Шотландия как шесть кельтских регионов. К регионам с кельтским культурным наследием, не входящим в Кельтскую лигу, относятся:
- Австрия[2] — Гальштатская культура, носителями которой были кельты; центр располагался в окрестностях современной общины и города Халльштатт.
- Англия[49]
  - Камбрия
- Исландия
- Испания — значительная часть Пиренейского полуострова была заселена кельтскими племенами, а согласно мнению профессора Джона Коха из Уэльского университета, Испания и Португалия являются прародиной кельтов[50]
  - Астурия — по имени кельтского племени астуров[1][51]
  - Андалусия — родина племени турдетанов
  - Галисия[1] (или Галласия) — вместе с Северной Португалией[51]
  - Кантабрия — по имени кельтского племени кантабров
  - Кастилия-Ла-Манча
  - Кастилия-Леон
  - Мадрид
  - Эстремадура
- Португалия — родина лузитанов, галисийцев, турдетанов и других кельтских племён
- Словения — территория входила в состав королевства Норик
- Турция
  - Галатия — регион в центральной части Малой Азии, населенный галатами.
- Фарерские острова
- Франция — в древности территория известна как Галлия; огромное количество письменных источников Рима повествуют о жизни галльских и кельтских племён.

## Кельты за пределами Европы

### Население, говорящее на кельтских языках
В Атлантической Канаде находится огромное количество анклавов, жители которых говорят на ирландском и шотландском (гэльском) языках. В Патагонии (Аргентина) проживает множество носителей патагонского диалекта валлийского языка; в 1865 году ими была основана так называемая Валлийская колония.

### Диаспора
В Западном полушарии (Северная Америка), равно как и в Австралии и Новой Зеландии, проживает значительное число лиц кельтского происхождения. Ими созданы многочисленные культурные организации, проводятся мероприятия и фестивали, кельтские языки изучаются в школах и институтах крупных городов. В частности, в США издавался журнал Celtic Family Magazine, публиковавший различные новости, статьи об искусстве и истории кельтских народов и их потомков. Ирландские традиционные игры наподобие гэльского футбола и хёрлинга популярны во всём мире, а соревнования по ним организуются Гэльской атлетической ассоциацией; шотландская игра шинти сравнительно недавно стала набирать популярность в США.

## Хронология панкельтизма
Дж. Т. Кох отмечает, что современный панкельтизм появился на волне европейского романтического паннационализма и процветал, как и другие паннационалистические движения, преимущественно до начала Первой мировой войны, а в XX веке представлял собой попытку сохранить национальное самоопределение на волне индустриализации, урбанизации и технологического прогресса.
- 1820 год: основание Королевского кельтского общества в Шотландии[57]
- 1838 год: первый Панкельтский конгресс в Абергавенни[58]
- 1867 год: второй Панкельтский конгресс в Сен-Бриё[59]
- 1888 год: образование Панкельтского общества в Дублине[60]
- 1891 год: расформирование Панкельтского общества[60]
- 1919—1922 годы: Война за независимость Ирландии, пять шестых территории острова остаются за Республикой Ирландия, а Северная Ирландия остаётся под контролем Великобритании
- 1939—1945 годы: Вторая мировая война; Бретань оккупирована немцами, угроза вторжения на Британские острова, Ирландия поддерживает нейтралитет
- 1947 год: образование Кельтского союза[61]
- 1950 год: расформирование Кельтского союза[61]
- 1950 год: Корнуолл впервые принимает Кельтский конгресс[62]
- 1961 год: в Рослланерхрагоге основана Кельтская лига[63]
- 1971 год: первый Панкельтский фестиваль в Килларни[64]
- 1997 год: начал работу Проект Колумбы[англ.][65]
- 1999 год: начало работы Парламента Шотландии[66] и Национальной ассамблеи Уэльса[67]
- 2000 год: образована Корнуолльская конституционная конвенция[англ.][68]
- 2000—2001 годы: собраны 50 тысяч подписей в поддержку создания Ассамблеи Корнуолла[англ.][68].